# U-Jagd-Boot

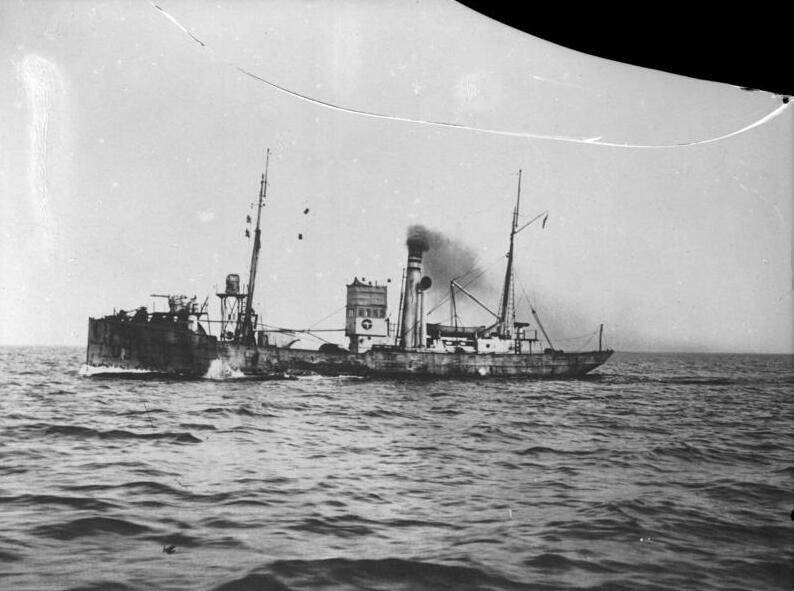
Deutsches Vorpostenboot Nürnberg im Ersten Weltkrieg

Ein U-Jagd-Boot oder U-Jagdboot ist ein meist recht kleines Kriegsschiff, dessen Hauptaufgabe die Bekämpfung von U-Booten ist.

## Geschichte

### Entstehung (Erster Weltkrieg)
Der Schiffstyp entstand im Ersten Weltkrieg, zunächst auch unter der Bezeichnung U-Boot-Zerstörer (UZ), und wurde gegen die damals neuen U-Boote eingesetzt, gegen die es zunächst nur wenige Gegenmittel gab. Anfangs wurden auch einfache (Privat-)Yachten zu U-Jagd-Booten umgerüstet. U-Jagd-Boote wurden vornehmlich in Küstennähe und in Randmeeren eingesetzt, während man auf der hohen See größere Fahrzeuge und Flugzeuge zur U-Jagd benötigt. Die Kaiserliche Marine verwandte zur U-Jagd in der Regel umgebaute Fischdampfer, die als Vorpostenboote eingesetzt wurden, wie die nebenstehend abgebildete Nürnberg.

### Weiterentwicklung (Zweiter Weltkrieg)
Bis in den Zweiten Weltkrieg hinein fehlten leistungsfähige Unterwasserortungssysteme, um U-Boote aufzuspüren. Die U-Boote beider Weltkriege waren im heutigen Sinne eigentlich Tauchboote, die meist an der Wasseroberfläche operierten und nur tauchten, um anzugreifen oder sich einem Gegenangriff zu entziehen. Es kam deshalb bei der Bekämpfung der U-Boote darauf an, sie an der Oberfläche zu entdecken und mit Artillerie anzugreifen. Tauchten sie ab, musste man schnell folgen, um den Angriff mit Wasserbomben fortzusetzen. Daraus ergaben sich die Charakteristika für die frühen U-Jagd-Boote: Artilleriebewaffnung, Wasserbomben und hohe Geschwindigkeit.

### Jüngere Geschichte
Nachdem im Zweiten Weltkrieg das Sonar als Unterwasserortungssystem entwickelt worden war, konnte man U-Boote auch auf größere Entfernungen unter Wasser feststellen. Deshalb wurden die U-Jagd-Boote mit Systemen ausgerüstet, die Wasserbomben über eine gewisse Strecke durch die Luft schleuderten. Dafür kamen Mörser und Raketensysteme zum Einsatz. Später wurden auch selbstsuchende U-Jagd-Torpedos entwickelt. Gleichzeitig reduzierte sich der Bedarf an hoher Geschwindigkeit. Typische U-Jagd-Boote der Zeit nach dem Zweiten Weltkrieg verfügten deshalb über eine Sonaranlage, U-Jagd-Torpedos, U-Jagd-Raketen und Wasserbomben, während die Artillerie meist auf Flak-Waffen für den Eigenschutz reduziert wurde. Typischerweise lag die Höchstgeschwindigkeit im Bereich um 25 kn.
Moderne U-Boote sind so schwer zu orten, dass es größerer Sonar-Anlagen bedarf, als die meist recht kleinen U-Jagd-Boote tragen können. Außerdem gilt es nach heutiger Lehre als notwendig, modernen U-Booten mit einem koordinierten dreidimensionalen Ansatz von U-Jagd-Flugzeugen, Hubschraubern, Überwasserschiffen (meist Zerstörer, Fregatten und Korvetten) und Jagd-U-Booten zu begegnen. Das Überwasserschiff ist dabei die Einsatzzentrale eines solchen U-Jagd-Verbunds. Kleine Fahrzeuge wie U-Jagd-Boote können diese Führungsaufgabe mit ihren technischen Mitteln nicht übernehmen. Deshalb ist dieser Typ von Kriegsschiffen aus den meisten modernen Marinen verschwunden.

## Galerie

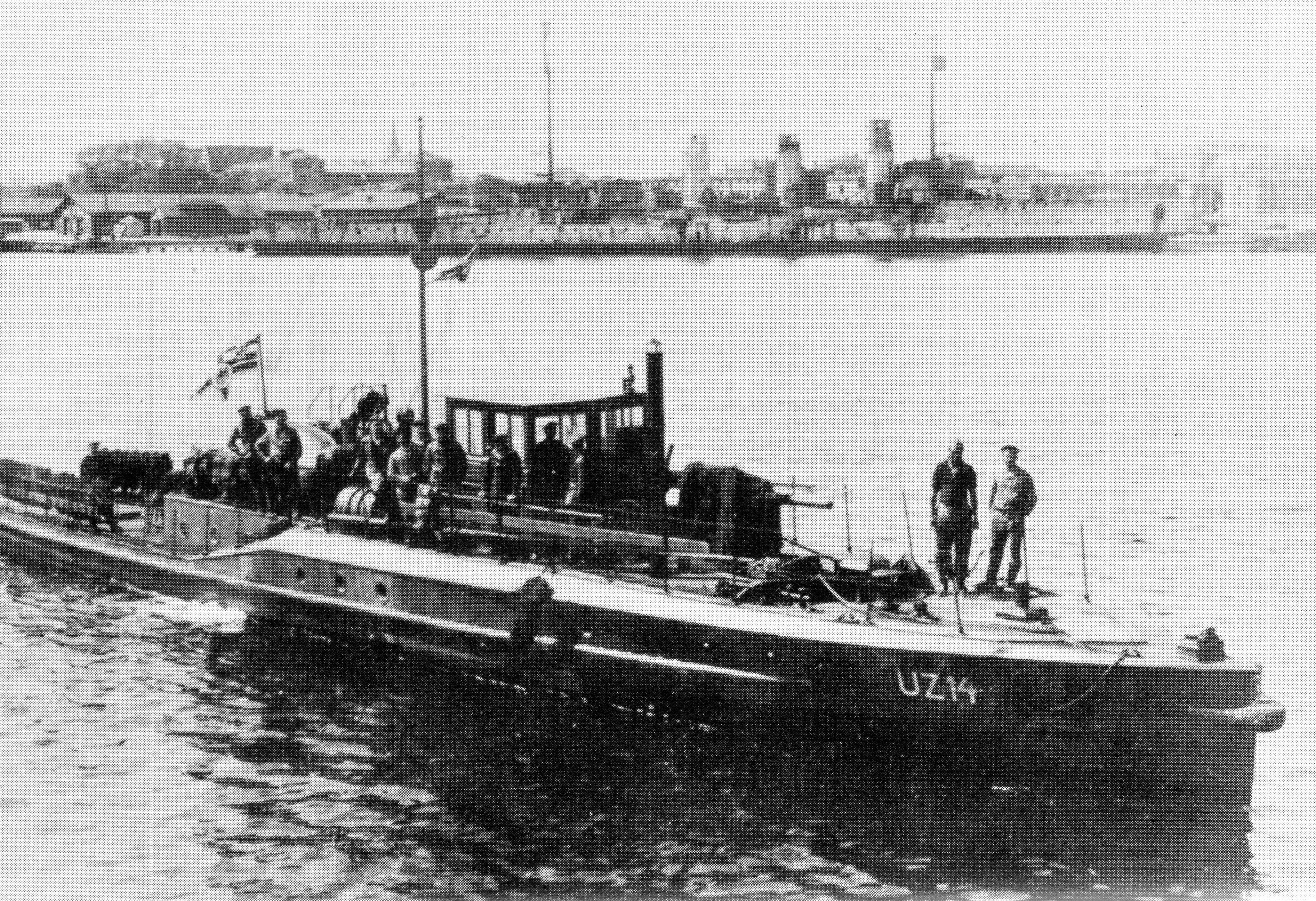
U-Boot-Zerstörer UZ 14 um 1918. Aufnahmeort und -datum unbekannt.
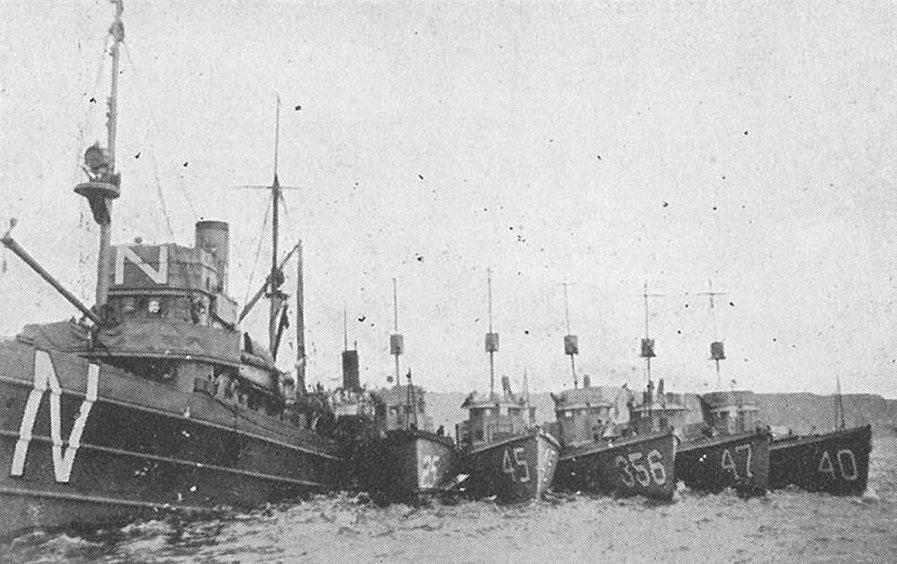
USS Eider (AM-17), USS SC-25, USS SC-45, USS SC-356, USS SC-47, und USS SC-40
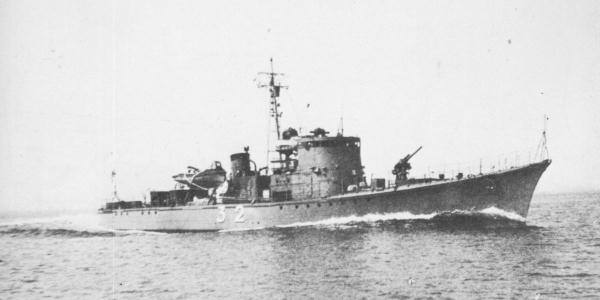
Japanisches U-Jagdboot Nr.32 im Jahr 1942
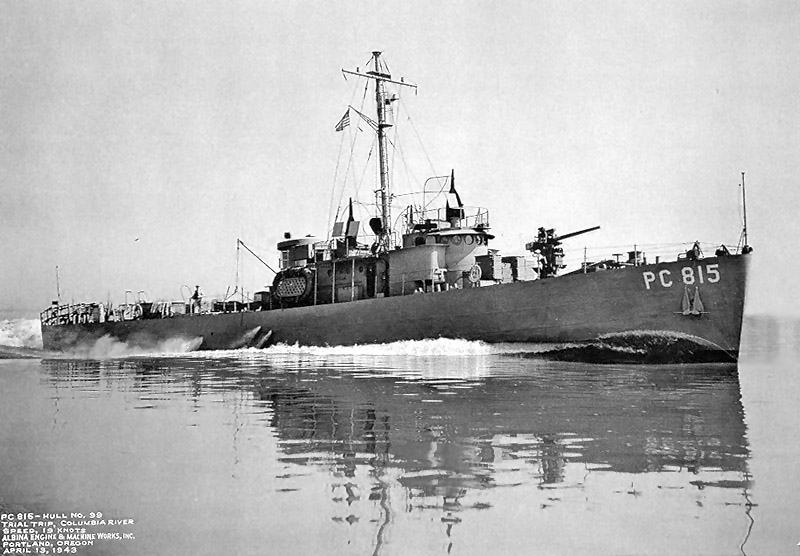
Amerikanisches U-Jagdboot USS PC-815 im Jahr 1943
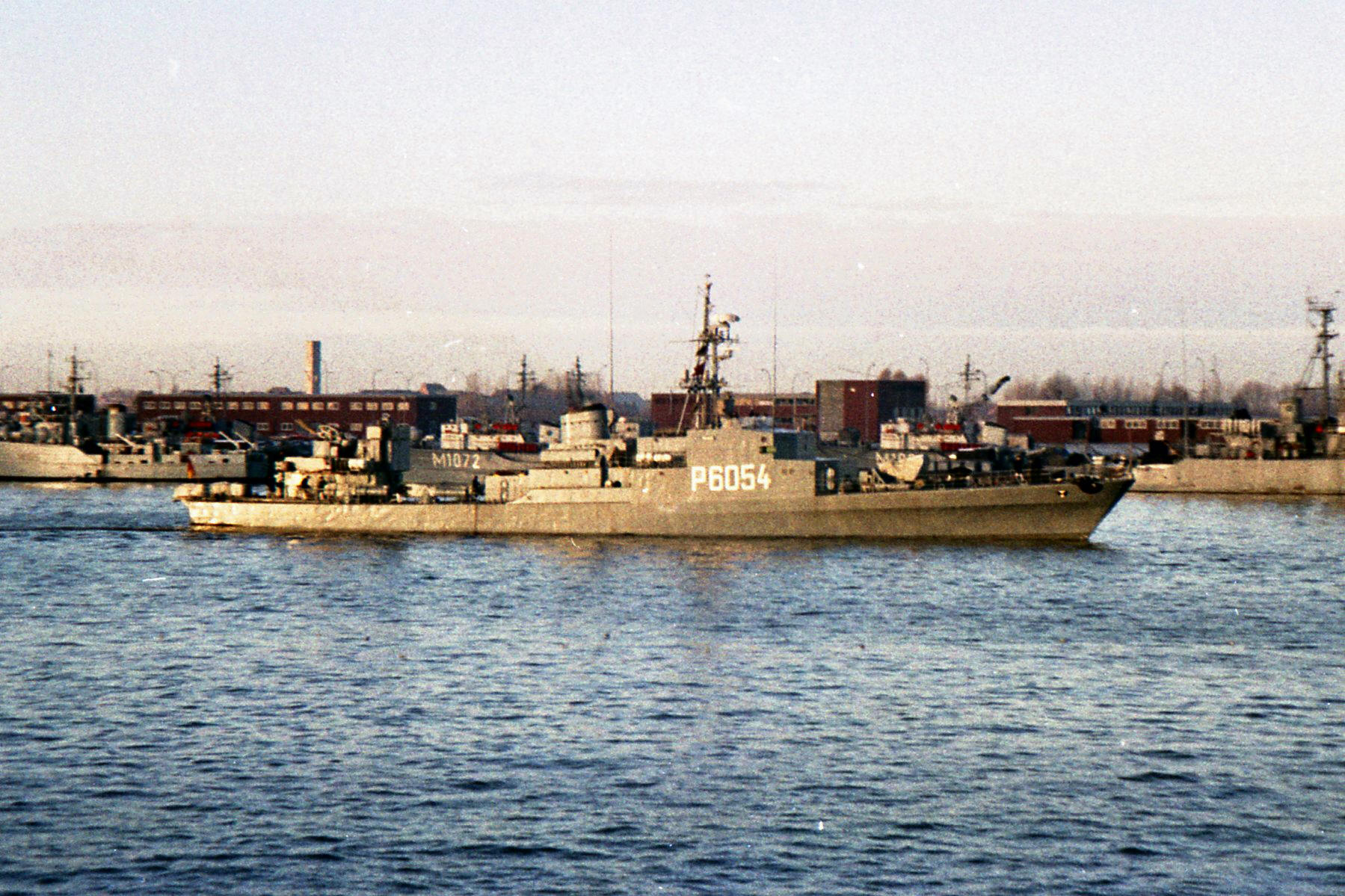
Deutsches U-Jagd-Boot Najade der Thetis-Klasse, 1974